# Relations entre la France et la Turquie
Les relations entre la France et la Turquie (en turc : Fransa–Türkiye ilişkileri) sont des relations internationales s'exerçant entre la République française et la république de Turquie. Elles sont structurées par deux ambassades, l'ambassade de France en Turquie et l'ambassade de Turquie en France.

## Histoire
À l'époque moderne, la France de François Ier a constitué une alliance avec l'Empire ottoman de Soliman le Magnifique pour combattre l'Espagne de Charles Quint qui la menaçait sur ses frontières.
Pendant la Campagne de Cilicie, les troupes françaises du Levant ont combattu les troupes turques et ont tenté d’occuper une parti de l’Anatolie du sud-est depuis la Syrie sous mandat français, par la suite la France s’es retirée de la Cilicie après l’accord d’Ankara et a soutenu le mouvement nationaliste de Mustafa Kemal contre l’invasion grecque après 1921.
À l'époque contemporaine, la France a joué un rôle dans l'apparition de la nouvelle république de Turquie. En effet, Ahmed Rıza, exilé à Paris, et membre du mouvement Jeunes Turcs, a contribué à la dissolution de l'Empire ottoman, qui faisait partie du camp des vaincus de la Première Guerre mondiale. Il a participé avec Mustafa Kemal Atatürk à la naissance en 1923 de la Turquie que nous connaissons aujourd'hui.
En 1939, la France permet à la Turquie d'annexer la province syrienne de Hatay. La France, qui possédait un mandat sur la Syrie, était soucieuse de renforcer ses relations avec la Turquie. Pendant la Guerre d’Algérie, le Gouvernement d’Ankara dirigé par le Parti démocrate, a constamment voté « contre l’indépendance de l’Algérie à l’ONU entre 1954 et 1962 ». Membre de l’OTAN, elle a alimenté l’effort de guerre français « au moins par l’achat d’une bombe larguée en Algérie ou d’une balle tirée contre les Algériens. En 1965, la signature d'un accord bilatéral d'importation de main d’œuvre a encouragé l'émigration économique de travailleurs turcs en France. Après le coup d’État de 1980, de nombreux militants de gauche et kurdes persécutés par la dictature militaire se réfugient en France.

## Situation actuelle

### Années 2000-2019
Dans les années 2000 les relations entre le France et la Turquie sont tendues du fait du refus des autorités françaises de permettre l'entrée de la Turquie au sein de l'Union européenne, mais aussi par des perceptions différentes du génocide arménien de 1915. Tensions et menaces de sanctions ont en effet émaillé les relations entre les pays du fait notamment de la reconnaissance par Paris du génocide arménien en 2001.
En 2017, dans le cadre des législatives en France, plusieurs médias français évoquent l'action du Parti égalité et justice et de l'ONG Conseil pour la justice, l'égalité et la paix (COJEP), « une ONG internationale qui constitue, partout où elle s'implante, le relais de l'AKP »  ou « le relais d’Erdogan en Europe ». Le Parti communiste français dénonce « l'ingérence » d'Erdogan dans les législatives françaises qui constitue, selon lui, « une manœuvre contre la démocratie ».
En 2018, le « manifeste contre le nouvel antisémitisme » rédigé par Philippe Val et signé par 300 personnalités françaises est qualifié d'« abject » par le gouvernement turc à l'approche des élections. Ses signataires demandent que « les versets du Coran appelant au meurtre et au châtiment des juifs, des chrétiens et des incroyants soient frappés de caducité par les autorités théologiques ». En 2019, la Turquie proteste contre le projet de loi concernant l'interdiction du port de signe religieux ostentatoire lors des sorties scolaires en France.
La position favorable de la France vis-à-vis des combattants kurdes en Syrie, que la Turquie combat et considère comme des terroristes liés au PKK, est également un élément de division entre les deux pays. Dans le cadre de l'opération Source de paix, entreprise par l'armée turque et ses supplétifs contre les forces kurdes, alliées des Occidentaux dans la lutte contre l'organisation État islamique, dans le nord-est syrien, la France condamne rapidement cette intervention militaire et ordonne l'arrêt immédiat de la vente d'armements « susceptibles d'être employés en Syrie » à la Turquie.
Sur la période 2009-2019 la France a exporté pour 590 millions d’euros d'armement à la Turquie notamment des radars militaires de Thales pour équiper des avions patrouilleurs.

### Un durcissement des relations depuis 2020
En 2020, ce sont plus de 400 000 Turcs qui vivent en France (330 000 étaient inscrits sur les listes électorales dans les consulats turcs pour les élections présidentielles de 2018) et avec les Turcs naturalisés français (dont l'immigration remonte aux années 1960), ceux-ci forment une communauté d'au moins 800 000 personnes en situation régulière. Ils vivent surtout dans le Grand Est, l'Île-de-France et la région Rhône-Alpes, ainsi que dans la métropole Aix-Marseille et s'installent aussi en Bourgogne-Franche-Comté. Ils ont leurs propres mosquées, associations et écoles, étroitement contrôlées par le gouvernement turc. Celui-ci rémunère les imams turcs en France qui constituent la moitié des imams consulaires en France. Cette communauté constitue un relai en France des opinions exprimées en Turquie - surtout gouvernementales - et pèse donc dans les relations diplomatiques entre les deux pays.
En juin 2020, alors que dans le conflit libyen la Turquie est devenue le principal soutien militaire du gouvernement d'union nationale (GNA), reconnu par l'ONU, qui reprend au début du mois le contrôle de l'ensemble du nord-ouest de la Libye en faisant reculer les forces de l'autoproclamé maréchal Khalifa Haftar, plus ou moins soutenu par la France, un grave incident naval oppose le 10 juin les deux marines de guerre. Le président Emmanuel Macron accuse la Turquie d'avoir une « responsabilité historique et criminelle » en tant que pays qui « prétend être membre de l'Otan ». Selon le président français, la Turquie de Recep Tayyip Erdoğan « ne respecte aucun de ses engagements de la conférence de Berlin (organisée en janvier), a accru sa présence militaire en Libye et a massivement réimporté des combattants djihadistes depuis la Syrie ». Le ministre turc des Affaires étrangères Mevlüt Çavuşoğlu considère, lui, que « La France, [...], n'a été en Libye que pour ses propres intérêts et ambitions avec une approche destructrice tout comme elle a poussé l'Afrique à l'instabilité dans le passé avec une approche colonialiste, et comme elle avait bombardé et quitté la Libye en 2011 ».
Le 3 juillet 2020, Josep Borrell, chef de la diplomatie européenne, décide de se rendre à Ankara pour des entretiens consacrés à « tous les aspects » des relations avec la Turquie, dans un contexte de fortes tensions entre la France et la Turquie.
En septembre de la même année, après de sévères critiques émises par le président français envers Ankara dans le cadre du conflit entre la Turquie et la Grèce à propos de la prospection pétrolière en Méditerranée, le président Erdoğan avertit son homologue français de « ne pas chercher querelle à la Turquie », le menaçant de ne pas avoir « fini d'avoir des ennuis avec moi ».
Le 22 octobre 2020, le président français prononce à la Sorbonne un discours en hommage au professeur assassiné par un islamiste tchétchène dans l'attentat de Conflans-Sainte-Honorine, où il défend la liberté d'expression, sans renoncer aux caricatures de Mahomet. Le 24 octobre 2020, à la suite des propos d'Erdoğan mettant en doute la « santé mentale » d'Emmanuel Macron, ce dernier rappelle à Paris l'ambassadeur de France en Turquie, Hervé Magro, « pour consultation » ; il s'agit d'une première dans les relations diplomatiques entre les deux États,. Le président turc appelle officiellement le 26 octobre ses compatriotes à boycotter les produits français, ce qui constitue une nouvelle escalade des tensions et alors que la France n'est pas entrée en confrontation.
À la fin du mois d’octobre 2020, plusieurs rapports adressés à l’Élysée par la Direction générale de la sécurité intérieure (DGSI), la Direction générale de la sécurité extérieure (DGSE) et la Direction du renseignement de la Préfecture de police (DRPP) montrent l'ampleur, les formes et les objectifs d'une véritable stratégie d'infiltration impulsée depuis Ankara au moyen de réseaux animés par l'ambassade de Turquie et le MIT, le service de renseignement de la Turquie. Ces « vecteurs d'influence » agiraient principalement auprès de la population turque immigrée, mais aussi par le biais des organisations musulmanes et même dans la vie politique locale, « par l'appui apporté à des élus inféodés [à l'AKP]».
Pour plusieurs analystes le président turc aurait alimenté des crises diplomatiques avec la France pour masquer une impopularité dans son pays et afficher un sentiment de puissance auprès de l'ensemble de la région,.
Dans un autre domaine, en octobre 2021, 10 ambassadeurs de leur pays en Turquie, dont l'ambassadeur de France, signent un communiqué commun en soutien à l'opposant politique emprisonné Osman Kavala. Erdogan menace d'expulser les signataires avant de se raviser quelques jours plus tard, devant la désescalade initiée par les chancelleries. La désescalade est initiée après que le président turc est rappelé les conventions de Vienne, celle sur les relations diplomatiques du 18 avril 1961 ainsi que celle sur le droit des traités du 23 mai 1969, dont la validité a été reconnue par l'ambassade américaine suivie des autres pays signataires du communiqué. La Turquie se satisfait de ces réponse du fait de la proximité du sommet du G20 à Rome et de la conférence sur le climat organisée à Glasgow.
Après la fusillade du 23 décembre 2022 à Paris qui a fait trois victimes autour du centre culturel kurde de la rue d'Enghien plusieurs manifestations et prises de paroles ont conduit à la convocation d'Hervé Magot ambassadeur de France à Ankara. Il est reproché à la France d'avoir laissé des membres du PKK manifester dans la capitale et tenir des discours insinuant qu'il y a un lien entre le terroriste et le gouvernement turc, il est également reproché l'expression d'une  « propagande anti-Turquie » facilitée par des hommes politiques dont des membres du gouvernement.
En 2023, dans le contexte des émeutes consécutives à la mort de Nahel Merzouk, Recep Tayyip Erdoğan déclare que le « passé colonial » et le « racisme institutionnel » en France sont à l'origine de la flambée de violences que connaît le pays. Selon lui, « la plupart des immigrants qui sont condamnés à vivre dans des ghettos, systématiquement opprimés, sont musulmans ».
En août 2024 à la suite d'un refus de la France d'autoriser l'implantation d'écoles turques sur son sol le ministre de l'éducation Yusuf Tekin annonce l'interdiction pour les enfants turques d'être inscrits dans les écoles françaises d'Ankara et Istanbul.
Dans le contexte des manifestations de 2025 en Turquie l'arrestations de plusieurs journalistes de la presse locale et étrangère dont le photographe de l'Agence France-Presse Yasin Akgü est dénoncée à plusieurs reprises par la diplomatie française notamment de la part du président Emmanuel Macron qui dénonce le jeudi 27 mars les attaques contre les opposants politiques, la société civile et les atteintes à la liberté de manifester en Turquie.

## Représentations consulaires
Il existe des consulats turcs à Paris, Marseille, Lyon, Strasbourg, Nantes et Bordeaux.